# 패딩턴 (영화)
《패딩턴》(영어: Paddington)은 2014년 개봉한 가족 코미디 영화로 폴 킹이 감독이자 각본을, 해미시 매콜이 각본, 데이비드 헤이먼이 제작을 맡았으며, 마이클 본드의 동화 패딩턴 베어를 기반으로 한 영국의 영화이다. 휴 보너빌, 샐리 호킨스, 니콜 키드먼, 피터 카팔디가 주요 인물로 출연하고, 벤 위쇼는 곰 패딩턴의 성우를 담당했다. 줄리 월터스, 짐 브로드벤트, 마이클 갬본, 이멜다 스탠턴이 조연으로 출연한다. 프랑스 영화 제작사 스튜디오캐널과 영국 영화 제작사 헤이데이 필름스가 공동 제작하였다. 2014년 11월 28일 영국에서 개봉됐고 제작비 3,850만 파운드 대비 2억 6,800만달러 수익을 얻었다. 킹은 영국 아카데미상에서 각색상 후보에 올랐고 그와 헤이먼은 최우수 영국 영화상 후보에도 올랐다. 후속작인 《패딩턴 2》가 2017년 개봉했다.

## 출연진
| 배역              | 배우                  | 한국어 더빙판 | 한국어 더빙판 |
| 배역              | 배우                  | 극장 상영판   | KBS 방영판    |
| ----------------- | --------------------- | ------------- | ------------- |
| 패딩턴            | 벤 위쇼(목소리)       | 신용우        | 남도형        |
| 헨리 브라운       | 휴 보너빌             | 최한          | 유해무        |
| 메리 브라운       | 샐리 호킨스           | 전숙경        | 김옥경        |
| 주디 브라운       | 매들린 해리스         | 이지현        | 박지윤        |
| 조너선 브라운     | 새뮤얼 조슬린         | 홍소영        | 이선          |
| 버드 할머니       | 줄리 월터스           |               | 송도영        |
| 밀리센트 클라이드 | 니콜 키드먼           | 이지현        | 최덕희        |
| 새뮤얼 그루버     | 짐 브로드벤트         |               | 이윤선        |
| 옆집 커리 아저씨  | 피터 카팔디           | 김준          | 설영범        |
| 몽고메리 클라이드 | 팀 다우니             |               | 윤세웅        |
| 루시 고모         | 이멜다 스탠턴(목소리) | 홍소영        | 오인실        |
| 파스투초 삼촌     | 마이클 갬본(목소리)   |               | 한복현        |
| 탐험가 협회원     | 루퍼스 존스           |               | 장민혁        |
| 베리              | 사이몬 파너비         |               | 박상훈        |
| 지하철 경비원     | 톰 미튼               |               | 장민혁        |
| 지하철 경비원     | 스티브 오람           |               | 한복현        |

- 극장 상영판 - 2015년 1월 7일 개봉, 네이버 N스토어, IPTV VOD 수록 및 캐치온 방영
- KBS 방영판 - 2015년 9월 28일 첫방영(KBS 1TV), 2018년 1월 1일 재방영(KBS 2TV)